# لوتشيانو فيرايرا
لوتشيانو فيرايرا (بالإسبانية: Luciano Ferreyra) هو لاعب كرة قدم أرجنتيني في مركز الوسط، ولد في 19 فبراير 2002 في روساريو في الأرجنتين.

## وصلات خارجية
- لوتشيانو فيرايرا على موقع قاعدة بيانات كرة القدم.إي يو (الإنجليزية)
- لوتشيانو فيرايرا على موقع Soccerway.com (الإنجليزية)